# Opráski sčeskí historje

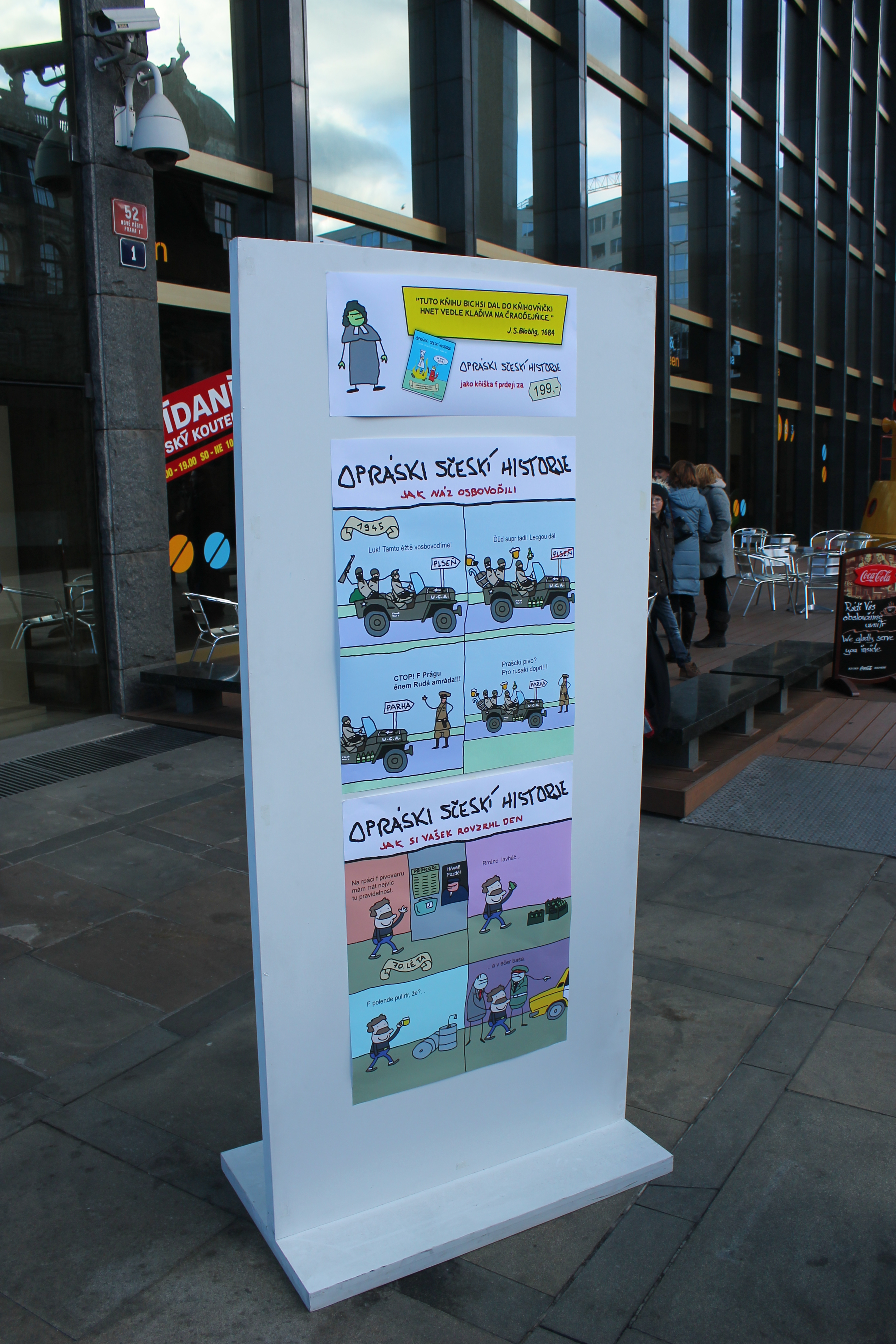
Plakát s komiksem Opráski sčeskí historje během křtu stejnojmenné knihy před novou budovou Národního muzea

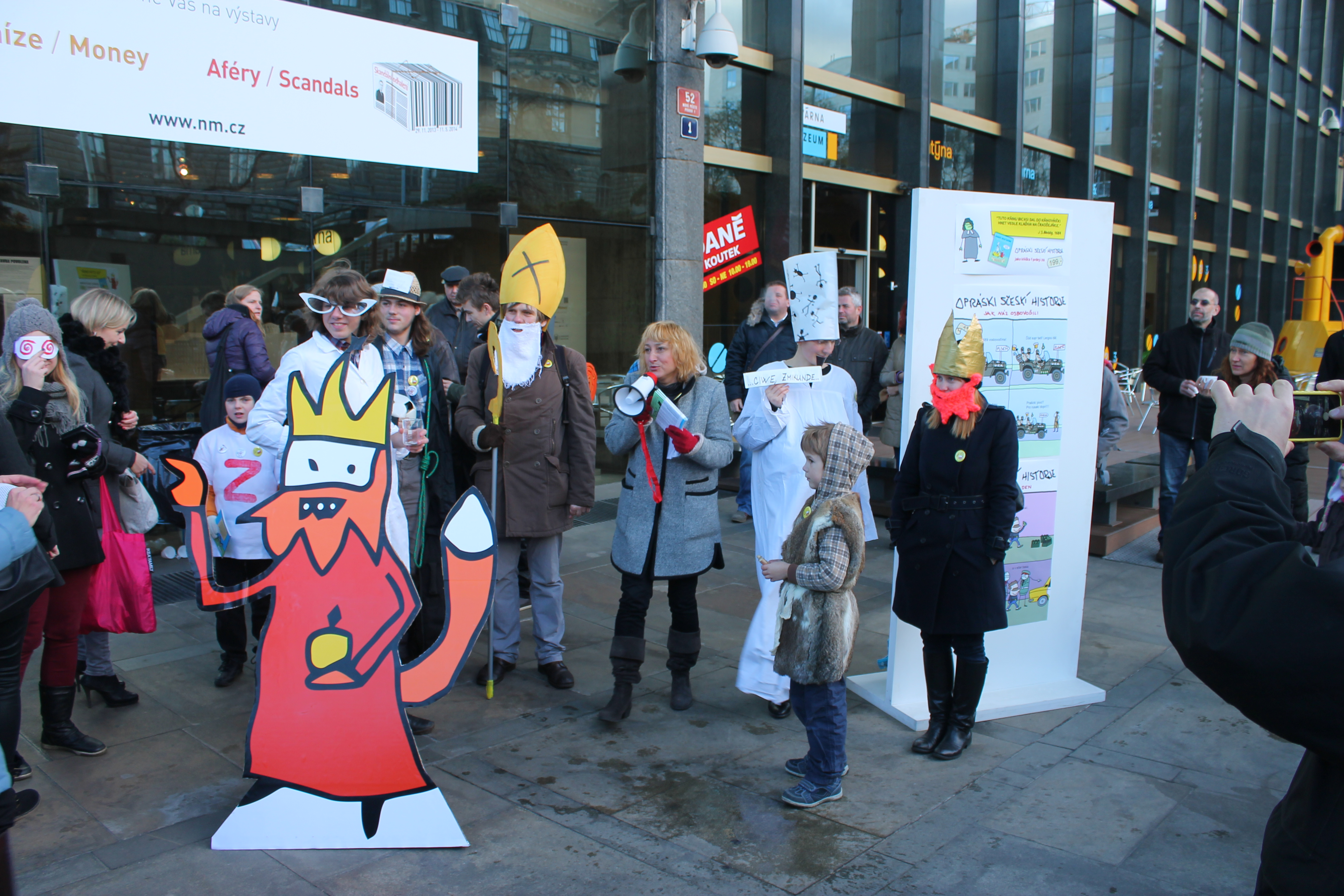
Křest knihy Opráski sčeskí historje („chřezt bes cerelu“) před novou budovou Národního muzea
Vlevo komiksová podoba císaře Zikmunda Lucemburského

Opráski sčeskí historje je český původně internetový komiks. Pomocí jednoduchých ilustrací a svérázného pravopisu komentuje českou historii. Pod názvy Opráski s historje (na X) nebo Opráski zhistorje svjeta (v knižních souborech Opráski zhistorje svjeta: ževlička, ježíž apár kikotú a Opráski z historje svjeta II.: mizlitelé, bořítele & ževlička) se autor obdobným stylem zabývá i světovou historií. Sám zůstává v anonymitě a používá přezdívku Jaz. Pokud je nucen objevit se na veřejnosti, stylizuje se do nejpopulárnější postavy komiksu – Zmikunda.

## Historie
Komiks se poprvé objevoval v místnosti „Čtyčpístek mame kemix“ na diskuzním serveru Okoun.cz společně s dalšími komiksy jako Saýc, Pysek a Kunčička a dalšími. Podle některých článků byly tyto dadaistické komiksy inspirovány komiksem Dolan Duk, rovněž neuměle kresleným a psaným bizarně komolenou angličtinou, který se poprvé objevil roku 2010 ve Finsku. První komiks Oprásků dal autor na web 16. listopadu 2012.
V říjnu 2013 byly některé speciálně vytvořené díly publikovány na internetu serveru iHNed.cz v rámci předvolebního zpravodajství.
V roce 2013 se nakladatelství Grada rozhodlo připravit knižní verzi, prvotní náklad byl rozebrán během několika dní. Kniha vyšla v sekci Stavebnictví a architektura.
V roce 2013 komiks vyhrál v anketě Křišťálová Lupa v kategorii „One (wo)man show“ (a také se umístil čtvrtý v kategoriích „Obsahová inspirace“ a „Projekt roku“).
1. prosince 2013 se před novou budovou Národního muzea uskutečnil křest knihy Opráski sčeskí historje. Akce byla samotnými organizátory označována jako „chřezt bez cerelu“ (křest bestselleru). Kniha se opravdu bestsellerem stala, v květnu 2014 získala cenu Český bestseller v kategorii komiks.
V roce 2014 (od konce ledna do 11. května) se v Nové budově Národního muzea uskutečnila výstava komiksů pod názvem Opráski sčeskí historje 20. století, její konání bylo původně oznámeno při křtu knihy před Novou budovou NM.
V listopadu 2017 vyšla karetní hra Opráski sčeskí historje, inspirovaná postavami z komiksu. Kvůli kontroverznímu stripu s Jozefem Tisem a Adolfem Hitlerem byla facebooková stránka v březnu 2019 na několik dní zablokována
Opráski sčeskí historje mají (k 1. 12. 2022) přes 125 000 příznivců na Facebooku a přes 44 000 sledujících na Twitteru.

## Postavy
Opakující se postavy z české historie jsou například:
- Přemisl Autokar – představuje Přemysla Otakara II.
- Jikra z Podebrat – představuje Jiřího z Poděbrad
- Zmikund – představuje Zikmunda Lucemburského (s liščím ocasem podle jeho přezdívky „liška ryšavá“), případně výjimečně Miroslava Zikmunda
- Misr Huz – představuje Mistra Jana Husa
- Fridex Falcski – představuje Fridricha Falckého, „Zimního krále“ – proto je vždy zobrazen v zimním oblečením a s lyžemi. Komické je i přiklonění jeho jména k obchodnímu názvu nemrznoucí kapaliny (ethylenglykolu).[18]

Kromě tradičního stripu vyšlo i několik speciálů s Františkem Křižíkem, cestujícím v čase, které podle serveru komiksarium.cz graficky odkazují na komiks Hellboy.

## Autor

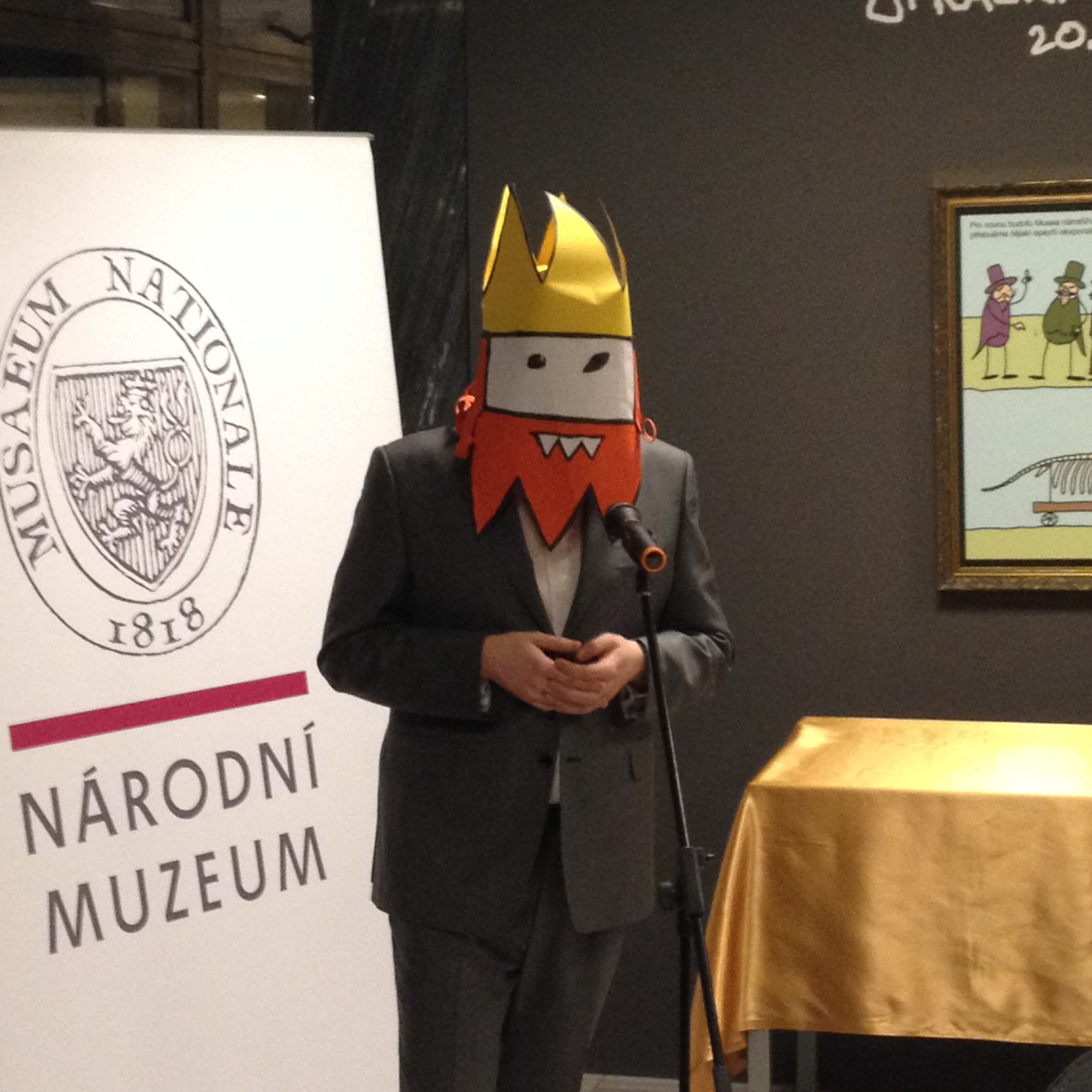
Jaz v masce Zmikunda, 30. ledna 2014 v Národním muzeu

Autor vystupuje pod přezdívkou „Jaz“, dle svých slov je „vedoucí Útsavu [sic] pro studijum dějin“. Dříve přispíval i na humoristický web Vesjolyje Kartinki. Na dotaz redaktorky Radiožurnálu ohledně ústafu, který opráski tvoří, autor uvedl, že historický ústaf je instituce, ve které vznikají Opráski sčeskí historje a který fanouškům Oprásků sčeskí historje dvakrát až třikrát týdně přináší nový Oprásek. Ponechal bez komentáře otázku, zda nejde o Historický ústav Akademie věd. Na doplňující otázky směřující k tomu, kolik lidí se na tvorbě komiksů podílí, uvedl: „Kolikrát jsem v ústafu úplně sám. (…) Dovolím si říct, že drtivá většina těch nápadů je mých opravdu.“
Nápad na Opráski vznikl dle autora tak, že „Opráski Sčeskí historje se vinořily z intrnetu, ato na vjedecké konferenci na serveru okoun.cz. Vjeříme totiš, že histrije ještě zdaleka nevidala všchna taěmství a opsahuje poznatki zajmímavé nejěn pro vědckou komuntitu, ale i pro širokou veřjnost.“ [sic]
Na veřejnosti autor vystupuje v masce Zmikunda Lucemburského: „Já hovořím hlavně za náš ústaf a samozřejmě někdy hovořím i za Zmikunda Lucemburského, se kterým chodíme na různé akce, takže může se stát, že na některé akci vstupujeme zároveň jako vedoucí Jaz a zároveň jako král a císař Zmikund Lucemburský, takže to je asi vysvětlení, proč někdy říkám „my“. Není to žádný plurál majestatis, ani výraz přehnané pýchy.“ Za to, jak k němu dějepisectví zvláště v uplynulém půlstoletí, století přistupovalo, si prý zasluhuje, aby jeho jméno bylo v očích veřejnosti rehabilitováno, o což se autor snaží i tím, že Zmikunda s sebou bere často do veřejnosti, aby tak mohl na ostatní lidi působit svým charismatem. V Jiráskovi, Zdeňkovi Nejedlém, ve filmech režiséra Vávry a v jiných poobrozeneckých dílech je líčen jako jeden z úhlavních nepřátelů českého národa, nepřátelů husitství, zrádce země, liška ryšavá, pomalu pekelník a přitom ve skutečnosti je jedním z nejschopnějších panovníků, kteří se u nás narodili. Autor v rozhovoru uvedl, že historii na vysoké škole jako takovou nestudoval. Zájem o historii u něj probudily Obrázky z českých dějin a pověstí, které mu byly i inspirací, mimo jiné tím, že to není úplně historická publikace, ale jsou tam i pověsti a některé věci jsou tam také líčeny trošku jinak, než se ve skutečnosti staly.
V podzemí jakožto městské legendy kolují informace, že autor studoval historii na Univerzitě Karlově a nyní pracuje v Historickém ústavu Akademie věd ČR, a údajně se k tomu autor na besedě se čtenáři sám přiznal. Míla Linc na webu FantasyPlanet prozradil jakožto tajemství, že prý četl jednu z publikací od autora Oprásků, která nejenomže byla dobře napsaná, ale je z ní poznat, že autor dějinám opravdu rozumí, přičemž pokud studujete historii, je prý dost dobře možné, že jeho práci jste četli jakožto podklad ke zkouškám nebo státnicím. Autor komiksu uvedl, že kolují různé fámy, kdo z akademické obce za Opráski stojí, a že padají různá renomovaná jména, což ho baví, ale že pracuje v úplně jiném oboru než historii a nechce, aby byly tyhle dvě věci směšovány.

## Jazyk a přístup
Moderátorka Radiožurnálu Veronika Sedláčková konstatovala, že komiks je psán velice zvláštním způsobem, zvláštním jazykem specifických přesmyček. I na internetu se prý dočetla, že se na hlavu autora snáší kritika kvůli tomu, jak pojímá češtinu, že údajně przní český jazyk, což může mít neblahý důsledek hlavně na menší čtenáře, protože ti pak prostě nevědí, co je správné. Autorovy jazykové „prohřešky“ však nebývají samoúčelné, často jde o slovní hříčky esenciální pro vyznění a vtip dotyčného komiksu.
Lingvista a pedagog Otakar Šoltys kritizoval komiks především za úmyslné prznění pravopisu a nevhodný vliv na děti. Tento komiks označil za zločin proti lidskosti a potupu české národní hrdosti, Opráski podle něj brzdí obrázkové i jazykové sémiózy a vychovávají z dětí dementy. Pokud chceme patřit mezi vyspělé evropské národy a státy, tak bychom podle Šoltyse měli dát autorům najevo alespoň hluboké opovržení. Autor Jaz se k Šoltysovu požadavku, že když se někdo rozhodne používat tuto velmi ranou a nedokonalou jazykovou sémiózu v mediální komunikaci, je třeba jej podrobit nekompromisní kritice, vyjádřil, že podrobení nekompromisní kritice bylo „celkem čupr.“
Na dotaz po klíči či mustru k tomu, jakým jazykem je komiks psán, autor v rozhovoru pro Radiožurnál odpověděl: „Máme normálně pravidla českého pravopisu, která jsme konzultovali s dalším ústafem pro jazyk český a došli jsme k tomu, že ten obsah plně odpovídá všem akademickým standardům, takže nevidíme v tom nic, co by se vymykalo jakékoliv ústafní praxi, takže já si za tím jazykem za náš ústaf pevně stojím.“
Na námitku, že není dostatečně uctivý k velkým historickým postavám, autor odpověděl, že jí úplně nerozumí, protože neví, proč by se mělo k historii přistupovat s nějakým speciálním patosem. Historie byla také přítomností a čtenáři si mají představit ve vztahu k aktuálnímu dění, že budou s patosem otevírat denní tisk a budou opravdu s nějakým naplněním ducha prožívat to, co se na jeho stránkách děje, a nezvednou ani prstíček, aby trošku pokritizovali ty aktéry anebo aby si udělali trošku legraci z toho, co se včera nebo minulý týden událo. Humor Oprásků mu přijde ještě poměrně dost před hranicí a dovede si představit humory daleko drsnější.

## Hodnocení
Podle Michala Zlatkovského z Hospodářských novin oslovuje reálným historickým základem, svérázným užíváním českého jazyka i specifickým a originálním humorem. Podle článku Jany Kománkové v časopisu Reflex jsou postavy, přes hravost a zdánlivé neumětelství, podány historicky v podstatě správně, zhuštěně a vtipně. Komiks si vysloužil kritiku například od některých lingvistů, někteří jej považují za prznění českého jazyka.[zdroj?]